# Esmé Howard, 1. Baron Howard of Penrith

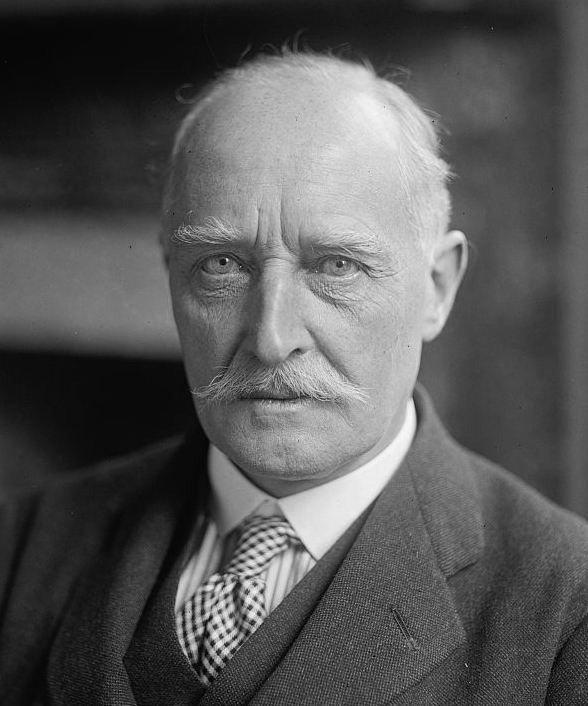
Esmé Howard, 1. Baron Howard of Penrith, 1924

Esmé William Howard, 1. Baron Howard of Penrith, GCB, GCMG, CVO, PC (* 15. September 1863 in Greystoke Castle, Penrith, Cumbria; † 1. August 1939 in Ridgecoombe, Hindhead, Surrey) war ein britischer Diplomat, der unter anderem zwischen 1911 und 1913 Gesandter in der Schweiz, von 1913 bis 1919 Gesandter im Königreich Schweden, zwischen 1919 und 1924 Botschafter im Königreich Spanien sowie von 1924 bis 1930 Botschafter in den Vereinigten Staaten war. Bei seinem Ausscheiden aus dem diplomatischen Dienst 1930 wurde er als Baron Howard of Penrith zum erblichen Peer erhoben und dadurch Mitglied des House of Lords.

## Leben

### Familiäre Herkunft und Beginn der diplomatischen Laufbahn
Esmé William Howard stammte aus dem Adelsgeschlecht Howard und war das jüngste von sechs Kindern des Politikers und Landbesitzers Henry Howard, der ein Neffe von Bernard Howard, 12. Duke of Norfolk und zwischen 1824 und 1832 Mitglied des Unterhauses (House of Commons) war, und dessen Ehefrau Charlotte Caroline Georgina Long (1823–1896), deren Mutter, die Schriftstellerin Lady Catherine Walpole Long, eine Tochter des Politikers Horatio Walpole, 2. Earl of Orford war. Sein ältester Bruder Henry Howard (1850–1914) war zwischen 1885 und 1886 ebenfalls Unterhausabgeordneter, während sein zweitältester Bruder Sir Edward Stafford Howard (1851–1916) zwischen 1876 und 1886 Mitglied des Unterhauses sowie 1886 kurzzeitig Unterstaatssekretär im Indienministerium war. Sein drittältester Bruder Robert Mowbray Howard (1854–1928) war zeitweise Deputy Lieutenant der Grafschaft Surrey. Seine älteste Schwester Elizabeth Catherine Howard (1856–1929) war die Ehefrau des konservativen Politikers Henry Herbert, 4. Earl of Carnarvon, der zweimal Kolonialminister (Secretary of State for the Colonies) und außerdem Lord Lieutenant of Ireland war. Seine zweitälteste Schwester war Maud Isabel Howard (1858–1929).
Er selbst besuchte zunächst eine Schule in Farnborough und danach die 1572 gegründete renommierte Harrow School. Nach einer zweijährigen Reise durch Europa trat er im April 1885 als Attaché in den diplomatischen Dienst (HM Foreign Service) des Außenministeriums (Foreign Office) ein und übernahm zahlreiche Funktionen im Laufe seiner beruflichen Laufbahn. Im Anschluss fand er zunächst Verwendung als Assistent seines Schwagers Henry Herbert, 4. Earl of Carnarvon, der zwischen 1885 und 1886 Lord Lieutenant of Ireland war. Anschließend war er zwischen Januar 1886 und Juni 1888 an der Botschaft im Königreich Italien und wurde dort am 8. April 1887 zum Dritten Sekretär (Third Secretary) befördert. Im Anschluss war er zwischen Juni 1888 und Dezember 1890 Privatsekretär des Botschafters im Deutschen Kaiserreich Sir Edward Malet.

### Ausscheiden aus dem diplomatischen Dienst, erfolglose Unterhauskandidatur und Rückkehr in den diplomatischen Dienst
Nach seinem Ausscheiden aus dem diplomatischen Dienst im April 1892 strebte Howard in den nächsten elf Jahren danach, das zu konkretisieren, was er die „zwei großen Ideen, die derzeit in England im Entstehen sind“ (‚two great ideas at present in embryo in England‘) nannte: imperiale Föderation und staatlicher Sozialismus. Er kandidierte 1892 erfolglos als liberaler Kandidat zur Unterstützung der irischen Selbstverwaltung (Home Rule) für ein Mandat im Unterhause im Wahlkreis Worcester. Danach erkundete er den Amazonas-Dschungel, die Karibik sowie Süd- und Nordafrika und half beim Aufbau einer Kautschukplantage in Tobago. Ferner arbeitete er für den Sozialforscher Charles Booth während dessen Untersuchung über das Leben und die Arbeit der Bewohner von London. Zwischen 1894 und 1895 diente als Privatsekretär des Außenministers John Wodehouse, 1. Earl of Kimberley. Als Angehöriger eines Regiments der Imperial Yeomanry diente er im Zweiten Burenkrieges (1899 bis 1902), während dessen er gefangen genommen wurde und entkam.
Anfang 1903 kehrte Esmé Howard in den diplomatischen Dienst zurück und wurde Zweiter Sekretär an der Botschaft im Königreich Italien, wo Sir Francis Bertie gerade zum Botschafter ernannt wurde und die Rückkehr Howards in den diplomatischen Dienst unterstützt hatte. Er war in dieser Zeit für die Vorbereitung des Besuchs von König Eduard VII. bei Papst Leo XIII. im April 1903. Im Anschluss war er von Juli 1903 bis November 1906 Generalkonsul im Kretischen Staat, ein problematisches Amt, da die hellenische Mehrheit der Insel eine Vereinigung mit dem Königreich Griechenland wünschte. Ein Aufstand griechischer Nationalisten in den Jahren 1895 bis 1896 hatte dazu geführt, dass Großbritannien, Frankreich, Russland und Italien im Namen von Sultan Abdülhamid II. die Kontrolle über die kretischen Angelegenheiten übernommen hatten. 1905 kam es zu einem zweiten Aufstand. Howard erwies sich als zentral für seine Lösung – eine Ausbildung in der „östlichen Frage“ –, wobei die britischen Interessen ungeschmälert blieben. Für seine Verdienste in dieser Zeit wurde er am 9. November 1904 zum Member des Royal Victorian Order (MVO), am 24. April 1906 zum Commander des Royal Victorian Order (CVO) und am 29. Juni 1906 zum Companion des Order of St Michael and St George (CMG) ernannt.
Am 15. November 1906 erfolgte seine Ernennung zum Botschaftsrat (Counsellor), woraufhin er zwischen November 1906 und Oktober 1908 er Leiter der Kanzlei der Botschaft in den USA war. Nachdem er von Oktober 1908 bis Januar 1909 Botschaftsrat an der Botschaft in Österreich-Ungarn war, fungierte er zwischen dem 1. Januar 1909 und Januar 1911 als Generalkonsul in Budapest. In diesen Funktionen befasste er sich mit den diplomatischen Problemen, mit denen Großbritannien konfrontiert war: die wachsende Stärke der Vereinigten Staaten, die Instabilität des kontinentalen Machtgleichgewichts, die strategische Bedeutung der anglo-französischen und anglo-russischen Bündnisse und die Aggressivität der deutschen Außenpolitik. Sein Umgang mit jedem Problem, mit dem er seit 1903 konfrontiert war, beeindruckte seine Vorgesetzten im Auswärtigen Amt, sowohl die Außenminister Henry Petty-FitzMaurice, 5. Marquess of Lansdowne und Sir Edward Grey als auch wichtige Beamte, darunter Sir Charles Hardinge und Sir Eyre Crowe. Er teilte die vorherrschende Ansicht des Außenministeriums, dass Großbritannien keine dauerhaften Freunde oder Feinde habe, sondern nur dauerhafte Interessen, und dass diese Interessen am besten durch das Kräfteverhältnis, die beiden Abkommen und die finanzielle und militärische Stärke Großbritanniens geschützt würden.

### Gesandter in der Schweiz und in Schweden
Als Nachfolger von Henry Bax-Ironside wurde Esmé Howard am 1. Februar 1911 Gesandter in der Schweiz und verblieb auf diesem Posten bis Mai 1913, woraufhin Evelyn Mountstuart Grant Duff ihn ablöste.
Er selbst wiederum übernahm am 15. Mai 1913 von Cecil Spring-Rice das Amt als Gesandter im Königreich Schweden und bekleidete das Amt bis zu seiner Ablösung durch Colville Barclay im September 1919. Schwedens Regierung und Gesellschaft waren sowohl pro-deutsch als auch anti-russisch, eine Situation, die nach dem Ausbruch des Ersten Weltkrieges im August 1914 zu großen politischen Problemen führte. Schweden entschied sich für Neutralität, trotz der britischen Blockade gegen die Mittelmächte. Stockholm drohte, die alliierte Versorgung des zaristischen Russlands zu unterbrechen, wenn der schwedisch-deutsche Handel behindert würde. Bis Mitte 1917 gelang Howard erfolgreich ein Ausgleich zwischen Stockholm und London, während er eine möglichst starke Blockade gegen Deutschland sicherstellte. Schwedens Einfluss wurde geschwächt, als die Oktoberrevolution Russland aus dem Krieg trieb. Seine Arbeit erweiterte sich dann, als er sich bemühte, die britische Nachkriegsstärke im Baltikum sicherzustellen, indem er die Schaffung eines antibolschewistischen Finnlands förderte.
Howard war von Januar bis Juli 1919 zudem Mitglied der britischen Delegation auf der Pariser Friedenskonferenz. In Paris wurde er insbesondere damit beauftragt, bei der Wiederherstellung Polens zu helfen. Er befürwortete ein großes Polen, obwohl Premierminister David Lloyd George einen kleineren Staat wollte, um die britischen Nachkriegsbeziehungen sowohl zu Deutschland als auch zum bolschewistischen Russland zu verbessern. Howard sah ein robustes Polen als wesentlich für das Nachkriegsgleichgewicht in Osteuropa und im Baltikum an. Dadurch wurde er einer der Architekten des „Polnischen Korridors“, des Territoriumsstreifens, der Polen mit dem Baltikum verband und Ostpreußen vom Rest Deutschlands abschnitt.
Für seine Verdienste in dieser Zeit wurde er am 1. Januar 1916 zum Knight Commander des Order of St Michael and St George (KCMG) geschlagen, woraufhin er fortan das Adelsprädikat „Sir“ führte. Daneben wurde er am 1. Januar 1919 auch zum Knight Commander des Order of the Bath (KCB) geschlagen sowie am 18. August 1919 auch zum Mitglied des Geheimen Kronrates (Privy Council) ernannt.

### Botschafter in Spanien und den USA
Am 15. September 1919 wurde Sir Esmé Howard Botschafter im Königreich Spanien und damit Nachfolger von Arthur Henry Hardinge. Er verblieb auf diesem Posten bis Februar 1924 und wurde danach von Sir Horace Rumbold, 9. Baronet abgelöst. Insgeheim kritisch gegenüber der politischen Korruption in Spanien, versuchte er nichtsdestotrotz, den britischen Einfluss in Spanien mit der gleichen diplomatischen Technik zu sichern, die ihm in Stockholm Respekt verschafft hatte: Er balancierte zwischen seiner Gast- und seiner Heimatregierung. Bis September 1923, als das autoritäre Militärregime von General Miguel Primo de Rivera die Macht ergriff, machte Howard London klar, dass es notwendig sei, Spaniens zerbröckelnde Position in seiner Kolonie Spanisch-Marokko gegen französische Einfälle zu unterstützen. Eine einfache Sache der Realpolitik, diese Politik war notwendig, um das Kräftegleichgewicht im westlichen Mittelmeerraum aufrechtzuerhalten. Gleichzeitig spielte er eine entscheidende Rolle bei der Aushandlung eines englisch-spanischen Handelsabkommens, das von grundlegender Bedeutung für die Wiederbelebung des kriegsgeschädigten britischen Handels war. Für seine Verdienste als Botschafter in Spanien wurde er am 1. Januar 1923 auch zum Knight Grand Cross des Order of St Michael and St George (GCMG) erhoben.
In der Erwartung, am Ende seines spanischen Postens im Februar 1924 in den Ruhestand zu treten, wurde Howard plötzlich vom Außenminister George Curzon, 1. Marquess Curzon of Kedleston gebeten, nach Washington, D.C. zu wechseln, um die Nachfolge von Sir Auckland Geddes als Botschafter in den Vereinigten Staaten anzutreten. Curzon wollte einen erfahrenen Diplomaten in der Botschaft, einem angesichts von Handels-, Marine- und Kriegsschuldenfragen immer schwieriger werdenden Posten. Howard nahm an, und seine Zeit in Washington war der Höhepunkt seiner Karriere. In seinen ersten drei Jahren in Amerika erkannte er die Bedeutung innenpolitischer Faktoren bei der Gestaltung der amerikanischen Außenpolitik. Obwohl die Kriegsschulden- und Handelsfragen schnell in Vergessenheit gerieten, behinderte die emotionale Marinefrage gute angloamerikanische Beziehungen. Verbunden mit dem Scheitern der Genfer Marinekonferenz 1927 und den langsamen Fortschritten bei den Diskussionen über die Rüstungsbegrenzung im Völkerbund vergifteten Washingtons Forderung nach vollständiger Gleichstellung der Marine mit Großbritannien und der britische Widerstand die angloamerikanischen Beziehungen. In den letzten drei Jahren arbeitete Howard daran, ein positives britisches Image bei der US-amerikanischen Regierung, im US-Kongress und in der öffentlichen Meinung wiederherzustellen. Er überzeugte auch zwei britische Regierungen – eine konservative, die bis Juni 1929 an der Macht war, und ihre Labour-Nachfolgerin –, dass die Amerikaner nur Papierparität wollten und dass sie niemals auf Vertragsniveau bauen würden. Sein Rat war während des amerikanischen Besuchs von Premierminister Ramsay MacDonald im Herbst 1929 und der anschließenden Beendigung der angloamerikanischen Marinerivalität auf der Londoner Marinekonferenz 1930 wichtig. Für seine Verdienste in jener Zeit wurde er am 4. Juni 1928 auch zum Knight Grand Cross des Order of the Bath (GCB) erhoben.

### Baron Howard of Penrith, Ehe und Nachkommen
Im Februar 1930 schied er aus dem diplomatischen Dienst und wurde als Botschafter in den USA von Sir Ronald Lindsay abgelöst. Daraufhin wurde er am 14. Juli 1930 als Baron Howard of Penrith, of Gowbarrow in the County of Cumberland, zum erblichen Peer erhoben und dadurch Mitglied des Oberhauses (House of Lords). 1935/36 veröffentlichte er seine Memoiren The Theatre of Life in zwei Bänden.
Am 17. November 1898 heiratete er die italienische Adlige Donna Maria Isabella Giovanna Teresa Gioacchina Giustiniani-Bandini (1867–1963), die fünfte überlebende Tochter von Sigismondo Niccolo Venanzio Gaetano Francisco Giustiniani-Bandini, 1. Fürst Giustiniani-Bandini und 8. Earl of Newburgh. Aus der Ehe gingen fünf Söhne hervor. Howard konvertierte vor seiner Heirat zum römischen Katholizismus. Er starb am 1. August 1939 in seinem Haus Ridgecoombe, Hindhead, Surrey, und hinterließ ein Vermögen von 11.704 £.
Da sein ältester Esme Joseph Henry Sigismondo Howard (1903–1926) bereits im Alter von 23 Jahren verstorben war, erbte sein zweitältester Sohn Francis Philip Howard (1905–1999) den Titel als 2. Baron Howard of Penrith und diente während des Zweiten Weltkrieges als Captain in der Royal Artillery. Sein drittältester Sohn war der Offizier und spätere Landschaftsarchitekt Hubert John Edward Dominic Howard (1907–1987). Sein zweitjüngster Sohn Edmund Bernard Carlo (1909–2005) war ebenfalls Diplomat und zuletzt von 1965 bis 1969 Generalkonsul in Genua. Sein jüngster Henry Anthony Camillo Howard (1913–1977) schließlich war Lieutenant-Colonel der Coldstream Guards, von 1954 bis 1956 Kommissar der Britischen Jungferninseln sowie zwischen 1956 und 1966 Administrator von Saint Christopher, Nevis and Anguilla.

## Veröffentlichung
- The theatre of life, Memoiren, 2 Bände, 1935/1936.